# Renato Sacerdoti
Renato Sacerdoti (Roma, 20 ottobre 1891 – Roma, 13 ottobre 1971) è stato un dirigente sportivo italiano.
Detto «Il Banchiere di Testaccio», è stato il secondo presidente dell'associazione sportiva Roma dopo Italo Foschi. Con i suoi 13 anni al vertice della società (tra il 1928 e il 1935 e, successivamente, tra il 1952 ed il 1958) è stato colui che ha presieduto la società giallorossa per più tempo dopo Franco Sensi.

## Biografia
Sacerdoti salì agli onori delle cronache per il ruolo fondamentale che ebbe nella trattativa tra le società Alba, Fortitudo e Lazio che nel 1927 avrebbe portato alla nascita dell'AS Roma; la difficile trattativa sulla fusione aveva nei debiti che le tre società volevano vedersi riconosciuti un ostacolo insormontabile. L'ostacolo venne superato allorché i facoltosi dirigenti del Roman vennero convocati da Italo Foschi in sostituzione dei dirigenti della Lazio. Renato Sacerdoti e Pietro Crostarosa (tramite le banche delle quali erano referenti) avrebbero infatti garantito le somme di denaro necessarie per colmare i debiti ed immesso nel nascituro club il denaro necessario per rinforzare la nuova squadra.
Subentrato già nel 1928 ad Italo Foschi (come commissario straordinario) fu sotto la sua presidenza che la Roma affrontò l'ultimo campionato prima dell'avvento del girone unico. I risultati furono incoraggianti: la squadra conquistò il terzo posto (a pari merito con l'Alessandria) nella Divisione Nazionale, risultato che, se confrontato ai risultati degli anni precedenti ed a quanto ottenuto dalle altre rappresentanti del sud, fu certamente un successo per il neo presidente.
Fu favorevole al progetto per costruire Campo Testaccio, lo storico impianto che la squadra giallorossa utilizzerà negli incontri casalinghi durante gli anni trenta. Diversamente da quanto ci si sarebbe potuti aspettare, la costruzione del nuovo impianto sportivo causò rimostranze nei confronti di Sacerdoti e l'accusa di aver sprecato ingenti somme di denaro: le sue appassionate difese sono ancora presenti negli archivi della società di Trigoria.
Queste vicissitudini non inficiarono il rapporto tra la tifoseria e il presidente: Renato Sacerdoti sin dai primi anni '30 costruì una squadra solida, gettando le basi anche per i suoi successori tanto che l'affetto per il presidente da parte dei tifosi veniva "cantato" nel finale dell'inno di quegli anni:
La Roma degli anni '30 rimarrà nel ricordo dei tifosi come la più forte squadra mai avuta dalla società per quasi mezzo secolo, finché negli anni '80 con Dino Viola l'AS Roma vivrà nuovamente un decennio da protagonista.
Sacerdoti operò nel calciomercato, con acquisti e cessioni che fecero notizia: tra le prime operazioni vi fu quella che permise di riportare Fulvio Bernardini a Roma, così come di rilievo fu l'acquisto dei tre oriundi: Scopelli, Stagnaro e Enrico Guaita, quest'ultimo capace di 29 marcature in un torneo a 16 quadre nel 34-35. Sul lato cessioni fecero scalpore e crearono dissapori con la tifoseria quelle dell'attaccante Rodolfo Volk e del capitano Attilio Ferraris: quest'ultimo, capitano della squadra e nazionale, si accasò, clamorosamente, alla Lazio.

### Le leggi razziali e l'esilio
Nell'estate del 1935 avvenne uno dei più clamorosi eventi della storia romanista: la fuga dei tre oriundi acquistati appena due anni prima. La fuga dei tre avvenne subito dopo che Sacerdoti riuscì a portare a Roma i due terzini della nazionale di calcio (campione del mondo in carica): Allemandi e Monzeglio, ridimensionando in positivo le ambizioni della squadra da molti data come pretendente al titolo nazionale.
Nonostante tali vicende, la Roma riuscì a mantenere i pronostici arrivando ad un solo punto dal Bologna, ma per Sacerdoti fu l'inizio di un periodo durissimo sul piano umano: pur essendo stato un fascista della prima ora e avendo partecipato alla marcia su Roma, fu accusato di esportazione illecita di valuta nell'acquisto dei tre giocatori e mandato al confino.
Il motivo di tali accuse può essere ricondotto alle sue origini ebraiche che lo rendevano un personaggio inviso al regime  fascista che pochi anni dopo avrebbe promulgato le cosiddette leggi razziali. Durante la guerra Sacerdoti riuscì a scampare alle deportazioni nei lager nazisti travestendosi da prete e rifugiandosi in un convento.

### La seconda presidenza

Sacerdoti, presidente della Roma, nel 1953

Terminata la Seconda guerra mondiale Renato Sacerdoti rientrò nell'organico della società sportiva, dapprima come eminenza grigia, poi, nel 1949, come vicepresidente.
In questi anni entrò in polemica con Fulvio Bernardini e Tommaso Maestrelli: furono loro a pagare per i risultati della squadra nel dopoguerra. Questa scelta si rivelò avventata per la società: i due, infatti, riscossero in seguito grandi successi con club quali Fiorentina e Lazio, successi che condussero tali club ai primi titoli nazionali della loro storia, mentre la Roma finì in Serie B al termine della stagione 1951 dopo essere passata indenne per lo scandalo arbitrale noto come "il caso Pera", dal nome del direttore di gara coinvolto che nel 1950 avrebbe favorito la Roma in uno scontro diretto per la salvezza al termine del campionato.
Con la Roma nella serie cadetta, Renato Sacerdoti venne richiamato alla presidenza della società. Il «Banchiere di Testaccio» aveva un suo progetto per riportare la società a livelli più alti, progetto che ebbe subito successo con l'immediato ritorno in Serie A, ottenuta in una stagione nella quale solo la prima classificata aveva accesso alla promozione diretta.
I suoi successivi anni di presidenza restituirono solidità alla società, che, eccezion fatta per un 14º posto, rimase stabilmente tra le prime sei compagini del campionato ottenendo un brillante terzo posto nel 1955 (poi secondo per squalifica dell'Udinese) che valse alla Roma anche il ritorno in una competizione Europea. La risalita della Roma dopo un decennio buio fu frutto anche di acquisti eccellenti quali Alcides Ghiggia e István Nyers, mentre i rapporti con gli allenatori non furono brillanti come testimoniano i numerosi avvicendamenti susseguitisi in quegli anni.
Renato Sacerdoti contribuì alla fondazione del primo coordinamento dei club di tifosi organizzati: i circoli "Attilio Ferraris". Parallelamente a quello della fondazione di tali circoli fu anche ventilato un progetto per portare Sacerdoti in Senato, come rappresentante non di partiti politici ma di una tifoseria.
Lasciata la presidenza nel 1958 Sacerdoti restò nella dirigenza giallorossa fino al 1967.
Morì il 13 ottobre del 1971 a 79 anni.